# Sonnensystem
Sonnensystem è un brano del gruppo musicale tedesco Tokio Hotel, originariamente pubblicata nell'album Humanoid.

## Testo
La canzone tratta di un viaggio nello spazio, nel quale il cantante Bill Kaulitz saluta ripetutamente il capitano della navicella ed è esaltato dall'idea di compiere tale viaggio.
Il viaggio, si dimostra molto travagliato e Bill si rende conto di stare provando qualcosa di nuovo, che non aveva mai visto né sentito.
Il viaggio poi finisce, la destinazione è raggiunta: il nero lato oscuro del sole.
Il viaggio descritto nella canzone è una metafora del cambiamento, la destinazione è oscura, tenebrosa e portatrice di morte, ma il messaggio nascosto da tale metafora sta nel fatto che se un singolo individuo trova in sé la forza di cambiare sé stesso, il "lato oscuro del sole" è capace di brillare esattamente come il "lato chiaro".

## Darkside of the Sun
I Tokio Hotel, avendo pubblicato due versioni dell'album Humanoid (una in lingua tedesca e l'altra in lingua inglese), hanno realizzato anche Darkside of the Sun, ovvero la versione inglese di Sonnensystem. Il brano, di notevole successo, è stato pubblicato come singolo il 24 giugno 2010.

## Video
Di Sonnensystem/Darkside of the Sun venne girato un video musicale, il quale è stato girato utilizzando alcune riprese del concerto che i Tokio Hotel fecero a Milano nel 2010, uno dei più proficui della loro carriera.